# Elecciones al Parlamento Europeo de 2004 (Grecia)
En las elecciones al Parlamento Europeo de 2004 en Grecia, celebradas en junio, se escogió a los representantes de dicho país para la sexta legislatura del Parlamento Europeo. El número de escaños asignado a Grecia pasó de 25 a 24.

## Resultados
| Datos de participación | Datos de participación | Datos de participación |
| ---------------------- | ---------------------- | ---------------------- |
| Censo electoral        | 9.909.955              | 100%                   |
| Votantes               | 6.283.525              | 63,4                   |
| Abstención             | 3.626.430              | 36,6                   |
| Válidos                | 6.122.548              |                        |
| A candidatura          | 6.123.019              | 100,0                  |

| ← Elecciones al Parlamento Europeo de 2004 →                               |           |       |         |
| Partido                                                                    | Votos     | %     | Escaños |
| Nueva Democracia (ND)                                                      | 2.633.961 | 43,02 | 11      |
| Movimiento Socialista Panhelénico (PASOK)                                  | 2.083.327 | 34,02 | 8       |
| Partido Comunista de Grecia (KKE)                                          | 580.396   | 9,48  | 3       |
| Coalición de la Izquierda y del Progreso (SYN)                             | 254.447   | 4,16  | 1       |
| Concentración Popular Ortodoxa (LA.O.S)                                    | 252.429   | 4,12  | 1       |
| Mujeres por Otra Europa (GGMAE)                                            | 46.565    | 0,76  | 0       |
| Unión Democrática Regional (DPE)                                           | 44.541    | 0,73  | 0       |
| Verdes Ecologistas (OP-EPK)                                                | 40.873    | 0,67  | 0       |
| Unión de Centristas (EK)                                                   | 34.511    | 0,56  | 0       |
| Ecologistas Griegos (DV-EO)                                                | 32.956    | 0,54  | 0       |
| Partido Comunista Marxista-Leninista de Grecia (M-L KKE)                   | 21.220    | 0,35  | 0       |
| Frente Helénico (EM)                                                       | 15.243    | 0,25  | 0       |
| Movimiento Socialista Democrático (DISOK)                                  | 13.627    | 0,22  | 0       |
| Frente de Izquierda Radical (MERA)                                         | 13.387    | 0,22  | 0       |
| Coalición Anticapitalista (AS)                                             | 11.938    | 0,19  | 0       |
| Partido Socialista Combatiente de Grecia (ASKE)                            | 11.598    | 0,19  | 0       |
| Alianza Patriótica (PS)                                                    | 10.618    | 0,17  | 0       |
| Evropaïki Eleftheri Symmahia - Ouranio Toxo (EES-OT)                       | 6.176     | 0,10  | 0       |
| Orama (ORAMA)                                                              | 5.996     | 0,10  | 0       |
| Organización por la Reconstrucción del Partido Comunista de Grecia (OAKKE) | 5.090     | 0,08  | 0       |
| Evropaïki Sympoliteia, Amesi Dimokratia (ES AD)                            | 3.791     | 0,06  | 0       |
| Ecologistas Alternativos (OE)                                              | 284       | 0,00  | 0       |
| Christopistia (CHRIST)                                                     | 45        | 0,00  | 0       |